# Ломас (Порторико)
Ломас (шп. Lomas) град је у америчкој острвској територији Порторико, острвској држави Кариба.

## Демографија
По попису из 2010. године број становника је 956, што је 3 (0,3%) становника више него 2000. године.
| Група             | 2000.       | 2010.        |
| Белци             | 9 (0,9%)    | 0 (0,0%)     |
| Афроамериканци    | 101 (10,6%) | 89 (9,3%)    |
| Азијати           | 0 (0,0%)    | 0 (0,0%)     |
| Хиспаноамериканци | 944 (99,1%) | 956 (100,0%) |
| Укупно            | 953         | 956          |